# 多羅戈布日 (戈夏區)
50°37′8″N 26°33′59″E / 50.61889°N 26.56639°E

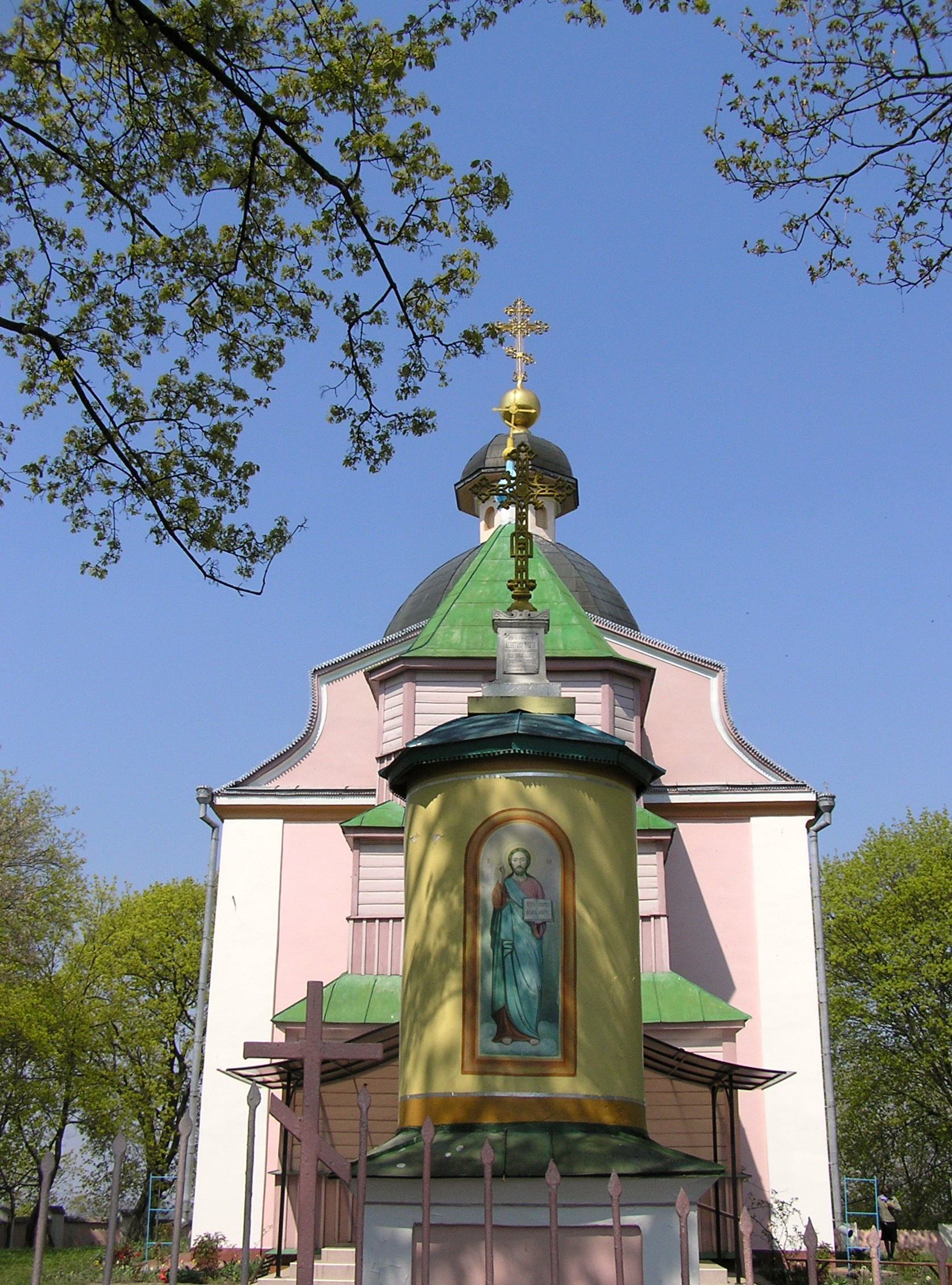
聖母瑪利亞升天教堂，多羅戈布日

多羅戈布日（烏克蘭語：Дорогобуж），是烏克蘭西北部的村莊，隸屬里夫內州的里夫內區。該村面積1.659平方公里，海拔高度211米，2004年人口663，人口密度每平方公里399.64人。